# Magdalena (Ludwig Thoma)
Magdalena ist ein Volksstück in drei Aufzügen von Ludwig Thoma aus dem Jahr 1912.

## 1. Aufzug
Der Kleinbauer Thomas Mayr, genannt Paulimann, seine kranke Frau Mariann und andere Dorfbewohner unterhalten sich über Magdalena, genannt Leni, die Tochter der Mayrs. Die gelernte Näherin zog wegen besserer Verdienstmöglichkeiten in die Stadt, doch dort geriet sie auf die schiefe Bahn. Aus der Zeitung haben die Dorfbewohner erfahren, dass sie straffällig wurde, worauf man sie aus der Stadt auswies. Über ihre konkrete Straftat wird nicht gesprochen, offensichtlich arbeitete sie als Prostituierte. Das ganze Dorf erwartet voller Aufregung ihre Rückkehr.
Dann bringt der Gendarm die minderjährige Leni unter den Blicken der Leute zu ihren Eltern zurück. Lediglich ihre Mutter wendet sich ihr liebevoll zu und hofft, dass sie nun endlich brav werde. Das trotzige, etwas schwerfällige Mädchen ist sich aber keiner Schuld bewusst. Sie ist noch voller Wut auf den Mann, der sie mit einem Heiratsversprechen um ihr Sparbuch gebracht und dann sitzenlassen hat. Die neue Situation, in der sie sich nun befindet, begreift sie nicht. Unwillig lässt sie sich von ihrer Mutter das Versprechen abnötigen, daheim zu bleiben und brav zu werden.

## 2. Aufzug
Sechs Wochen später. Mariann ist inzwischen gestorben. Auf dem Totenbett hat ihr Leni versprochen, zur Rechtschaffenheit zurückzufinden, während Thomas ihr versprach, Leni nicht zu verstoßen. Er stellt sie unter strengen Hausarrest, um ein Zusammentreffen mit den anderen Dorfbewohnern zu vermeiden.
So leben Vater und Tochter isoliert auf dem Hof. Leni, die sich langweilt, findet an dem Aushilfsknecht Lorenz (Lenz) Gefallen. Dieser wundert sich: „Mögst d'as net glaab'n! De woaß heut no net, was s' to hat.“ Als Initiator des zunehmenden Haberfeldtreibens erweist sich der Bürgermeister, der Thomas zum Verlassen des Dorfes verleiten will, um billig in den Besitz seines Hofes zu kommen. Lenz hat genug von Leni, die ihm nichtsdestoweniger entgegnet, sie werde sich schon noch einen anderen finden.

## 3. Aufzug
Einige Tage später. Leni erfährt von der Dienstmagd Barbara die sonntägliche Predigt des neuen Kooperators, in der er forderte „daß diesen Übles geschiecht, die wo Ärgernis geben.“ Barbara stellt ihr anschließend die Frage, ob sie denn etwas mit Lechner Martin habe, weil die Leute alle das erzählten. Dabei erweist sich, dass Leni das Dorf verlassen möchte, sich aber ohne Geld dazu nicht in der Lage sieht. Kurz darauf kündigt Lenz, weil seit einem Tag das Gerede der Leute unerträglich ist.
Von seinem Nachbarn Plank erfährt der aufgebrachte Thomas, dass Martin Lechner einem Kameraden erzählte, er habe bei Leni gefensterlt, und die habe Geld von ihm verlangt. Wie ein Lauffeuer verbreitete sich diese Neuigkeit im Dorf. Da kommt auch schon der Bürgermeister, der ihm eröffnet, er habe wegen der Angelegenheit einen Ausschuss gebildet. Es sei einhellige Meinung, dass Leni das Dorf zu verlassen habe, denn es könne nicht geduldet werden, dass brave Leute wegen schlechter ins Unglück geraten. Die Dorfburschen seien bereits aufs Äußerste aufgebracht, und er könne für nichts garantieren. Eine Frau, die sich mit der Schande das Brot verdiene, sei im Dorf nicht gelitten.
Vor dem Fenster versammelt sich indessen eine lärmende Volksmenge, während drinnen Martin Lechner den Anwesenden erzählt, er habe mit Leni anbandeln wollen, und nach mehreren Versuchen habe sie einige Mark von ihm verlangt, weil sie kein Geld habe. Leni versucht wegzulaufen, wird aber aufgegriffen und dem bedrohlichen Tribunal vorgeführt. Nach einigem Leugnen gibt sie gegenüber ihrem Vater zu, das Geld verlangt zu haben, weil sie fort wolle. Da wird sie von ihrem Vater vor allen Leuten erstochen.

## Hintergrund
In einem Brief schrieb Thoma über das Werk:

„Meine Magdalena entstand fix und fertig im Kopfe, seiner Zeit, als ich in Egern die Fronleichnamsprozession durch die Felder ziehen sah. Die kleinen, weißgekleideten Mädel, die hinter dem Pfarrer hertippelten, machten mir einen rührenden Eindruck. Was wird aus ihnen werden? Wie lange halten sie fest an dem Kinderglauben? Und plötzlich stand ein Schicksal von so einem armen Ding vor meinen Augen.“

Alfred Kerr schrieb zur Uraufführung an den Barnowsky-Bühnen 1912: „Hier kommt etwas, ja, wie bei den alten Tragikern … Urmächte sind im Spiel.“.
Gerade die entscheidenden Vorgänge zeigt das Bühnenstück nicht direkt, sondern nur anhand von relativ dürftigen Andeutungen der darin verstrickten Personen. Kindlers Literatur Lexikon urteilte 1974, das Drama führe exemplarisch vor, wie Moral als abstraktes Prinzip zur Legitimation jeden Unrechts tauge und zum Vehikel des Unmenschlichen werde.

## Verfilmungen
Vom Bayerischen Rundfunk wurde das Theaterstück mehrmals verfilmt. 1954 erschien ein Fernsehspiel unter der Regie von Alois Johannes Lippl mit der jungen Ruth Drexel als Magdalena. 1966 folgte eine neue Version von Hans Schweikart mit Rudolf Vogel in der Rolle des Vaters. 1983 inszenierte schließlich Jörg Graser das Stück mit Fritz Straßner als Paulimann, Maria Singer als Mariann, Andrea Wildner als Magdalena und Toni Berger als Bürgermeister.

## Nachweise
1. ↑  schauburg.net (Memento vom 9. September 2012 im Webarchiv archive.today)
2. ↑  er außerhalb Münchens wissen will: Ludwig Thomas „Magdalena“. In: Die Zeit. Nr. 7, 1967 (zeit.de).